# Jour (architecture)
Vues et jours
Pour les articles homonymes, voir Jour (homonymie).
Les vues et jours sont des ouvertures pratiquées dans les murs séparant deux propriétés, permettant de laisser passer l'air, la lumière, et le regard. Leur installation est soumise à certaines règles de distance pour protéger l'intimité des propriétaires voisins.

## Jours
Les jours sont des ouvertures dans un mur séparatif qui n'appartient qu'à un voisin.

### Types de jours
Il existe plusieurs types de jours, chacun ayant des caractéristiques spécifiques :
- Jour de souffrance : ouverture permettant le passage de la lumière, mais sans vue directe sur la propriété voisine. Souvent protégée par un treillis ou un vitrage translucide.
- Jour à vue droite : ouverture permettant une vue directe sur la propriété voisine. Ce type de jour est généralement soumis à des réglementations strictes en raison de l'atteinte possible à la vie privée du voisin.

### Réglementation et autorisations
La création de jours dans un mur mitoyen ou séparatif est encadrée par le Code civil français. Selon l'article 678 du Code civil, il est nécessaire de respecter certaines distances minimales pour éviter les conflits de voisinage.Par exemple, une ouverture donnant sur la propriété voisine doit être située à au moins 1,90 mètre au-dessus du plancher ou du sol si elle permet une vue droite. Si l'ouverture ne permet pas de vue directe, des distances moindres peuvent être tolérées.

### Procédure et démarches
Pour créer un jour, il est souvent nécessaire de demander l'autorisation auprès des autorités compétentes, comme la mairie, surtout si le bâtiment est situé dans une zone protégée ou si les travaux modifient l'aspect extérieur de la construction.
En cas de litige entre voisins concernant un jour, il est recommandé de consulter un avocat spécialisé en droit immobilier pour trouver une solution amiable ou judiciaire.

## Types de vues
Il existe deux types de vues :
1. vue droite : une ouverture qui, prolongée fictivement dans la direction de son axe, atteint le fonds voisin. Cela représente une vue directe depuis n'importe quel étage du bâtiment ;
2. vue oblique : une ouverture permettant de regarder chez le voisin uniquement en se penchant ou en tournant la tête à droite ou à gauche. C'est une vue latérale, non directe.

## Règles de distances
Le code civil édicte des règles de distances minimales pour les vues par rapport à une propriété voisine, afin de protéger l'intimité des propriétaires voisins. Ces distances minimales sont :
- vue droite : doit être située à au moins 1,90 mètre de la limite séparative du fonds voisin[4] ;
- vue oblique : doit être située à au moins 0,60 mètre de la limite séparative du fonds voisin[4].

Ces règles visent à encadrer les droits des propriétaires et à éviter de multiples conflits de voisinage.

## Permis de construire et droit des tiers
L'obtention d'un permis de construire ne protège pas le maître d'ouvrage des recours éventuels liés aux droits des tiers, notamment en cas de violation des règles relatives aux vues sur la propriété voisine.